# Groveland (Idaho)
Groveland è un centro abitato e un census-designated place (CDP) degli Stati Uniti d'America, situato nella contea di Bingham, nello stato dell'Idaho.